# Dyscia simplicaria
Dyscia simplicaria is een vlinder uit de familie spanners (Geometridae). De wetenschappelijke naam is voor het eerst geldig gepubliceerd in 1933 door Rebel.
De soort komt voor in Europa.